# Wargnies (Somme)
Pour les articles homonymes, voir Wargnies.
Wargnies est une commune française située dans le département de la Somme, en région Hauts-de-France.

## Géographie

### Localisation
Wargnies est un village picard de l'Amiénois.
À vol d'oiseau, la localité est située à 6 km de Villers-Bocage, 15 km au sud-ouest de Doullens, 16 km au nord d'Amiens, 31 km au sud-est d'Abbeville et à 47 km au sud-ouest d'Arras .
Le territoire de la commune est limitrophe de ceux de quatre communes.
Les communes limitrophes sont Canaples, Flesselles, Havernas et Naours.

### Hydrographie

#### Réseau hydrographique
La commune est située dans le bassin Artois-Picardie. Elle est drainée par la Nièvre.
La Nièvre, d'une longueur de 22 km, prend sa source dans la commune de Naours et se jette  dans la Somme canalisée à L'Étoile, après avoir traversé 13 communes.

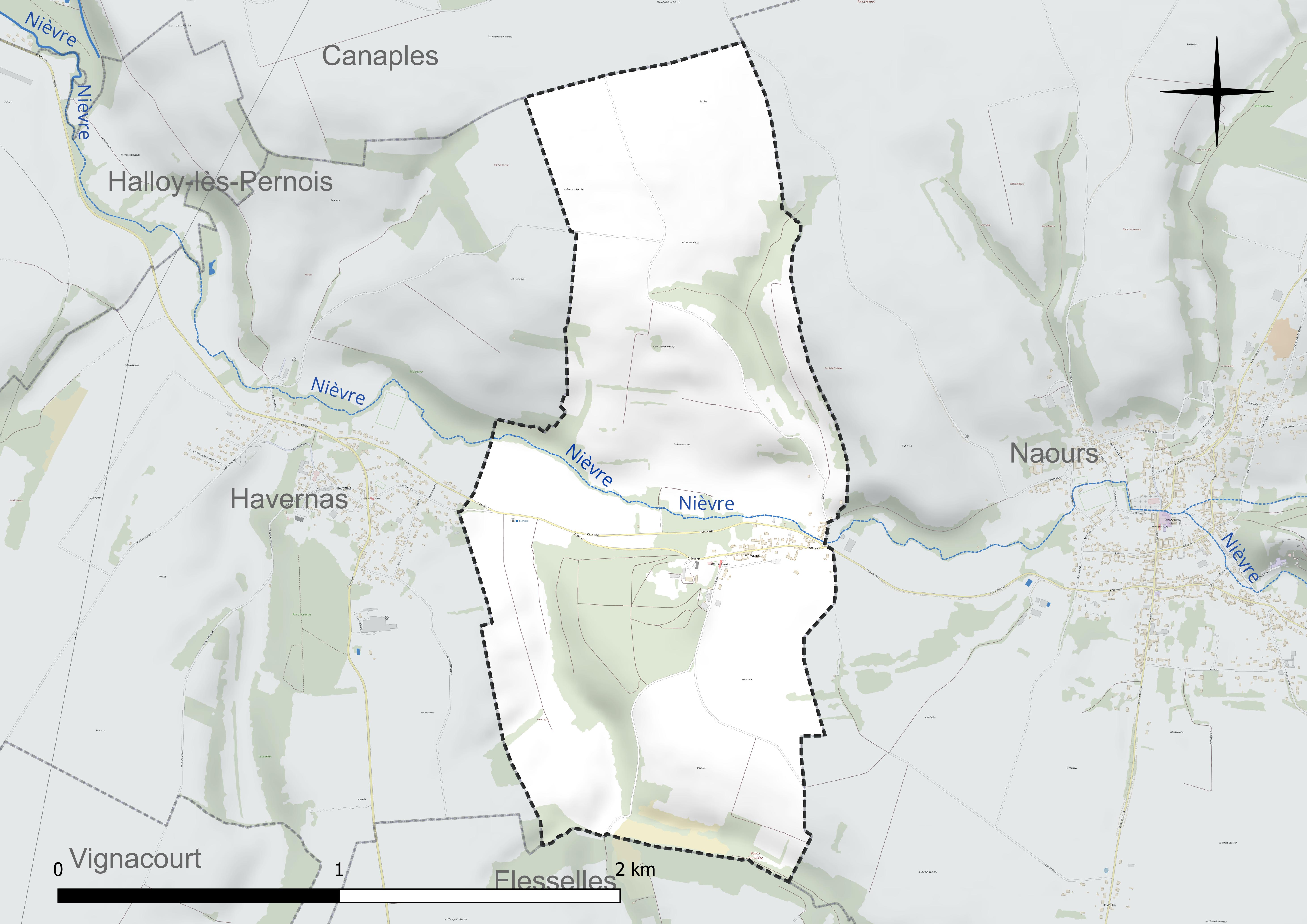
Réseau hydrographique de Wargnies.

#### Gestion et qualité des eaux
Le territoire communal est couvert par le schéma d'aménagement et de gestion des eaux (SAGE) « Somme aval et Cours d'eau côtiers ». Ce document de planification concerne un territoire de 1 835 km2 de superficie, délimité par le bassin versant de la Somme canalisée. Le périmètre a été arrêté le 29 avril 2010 et le SAGE proprement dit a été approuvé le 6 août 2019. La structure porteuse de l'élaboration et de la mise en œuvre est le syndicat mixte d'aménagement hydraulique du bassin versant de la Somme (AMEVA).
La qualité des cours d'eau peut être consultée sur un site dédié géré par les agences de l'eau et l'Agence française pour la biodiversité.

### Climat
Pour des articles plus généraux, voir Climat des Hauts-de-France et Climat de la Somme.
En 2010, le climat de la commune est de type climat océanique dégradé des plaines du Centre et du Nord, selon une étude du CNRS s'appuyant sur une série de données couvrant la période 1971-2000. En 2020, Météo-France publie une typologie des climats de la France métropolitaine dans laquelle la commune est exposée à un climat océanique et est dans la région climatique Côtes de la Manche orientale, caractérisée par un faible ensoleillement (1 550 h/an) ; forte humidité de l'air (plus de 20 h/jour avec humidité relative > 80 % en hiver), vents forts fréquents.
Pour la période 1971-2000, la température annuelle moyenne est de 10,2 °C, avec une amplitude thermique annuelle de 14,3 °C. Le cumul annuel moyen de précipitations est de 764 mm, avec 12,9 jours de précipitations en janvier et 8,8 jours en juillet. Pour la période 1991-2020, la température moyenne annuelle observée sur la station météorologique la plus proche, située sur la commune de Bernaville à 13 km à vol d'oiseau, est de 10,4 °C et le cumul annuel moyen de précipitations est de 877,3 mm,. Pour l'avenir, les paramètres climatiques de la commune estimés pour 2050 selon différents scénarios d'émission de gaz à effet de serre sont consultables sur un site dédié publié par Météo-France en novembre 2022.

## Urbanisme

### Typologie
Au 1er janvier 2024, Wargnies est catégorisée commune rurale à habitat dispersé, selon la nouvelle grille communale de densité à sept niveaux définie par l'Insee en 2022.
Elle est située hors unité urbaine. Par ailleurs la commune fait partie de l'aire d'attraction d'Amiens, dont elle est une commune de la couronne,. Cette aire, qui regroupe 369 communes, est catégorisée dans les aires de 200 000 à moins de 700 000 habitants,.

### Occupation des sols
L'occupation des sols de la commune, telle qu'elle ressort de la base de données européenne d'occupation biophysique des sols Corine Land Cover (CLC), est marquée par l'importance des territoires agricoles (88,3 % en 2018), une proportion identique à celle de 1990 (88,3 %). La répartition détaillée en 2018 est la suivante : 
terres arables (71,4 %), prairies (16,9 %), forêts (11,6 %), zones urbanisées (0,1 %). L'évolution de l'occupation des sols de la commune et de ses infrastructures peut être observée sur les différentes représentations cartographiques du territoire : la carte de Cassini (XVIIIe siècle), la carte d'état-major (1820-1866) et les cartes ou photos aériennes de l'IGN pour la période actuelle (1950 à aujourd'hui).

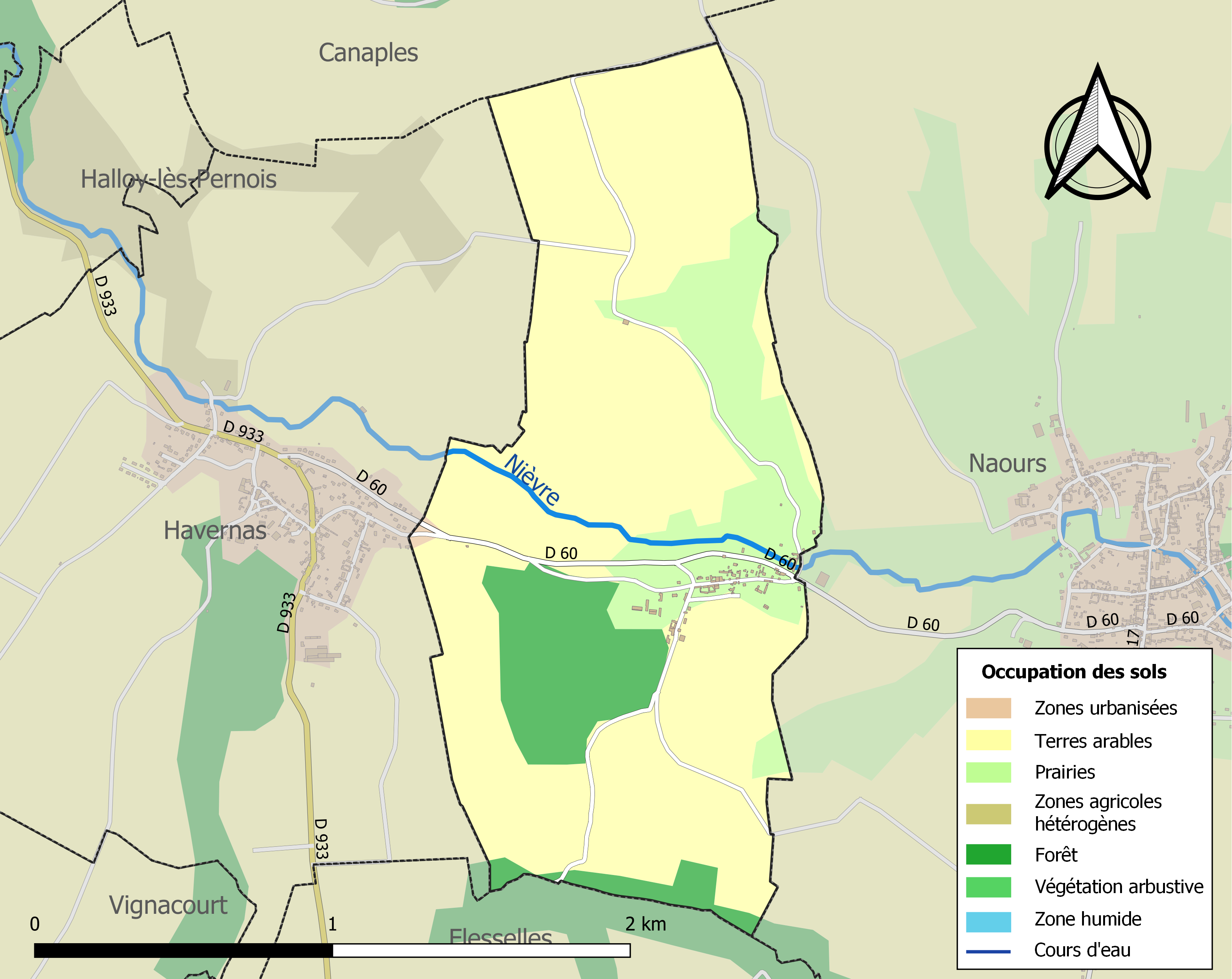
Carte des infrastructures et de l'occupation des sols de la commune en 2018 (CLC).

### Voies de communication et transports
Le village est accessible par l'axe Amiens - Bernaville, la route départementale 933.
En 2020, la localité est desservie par la ligne d'autocars no 56 (Havernas - Flesselles - Amiens) du réseau Trans'80, Hauts-de-France, chaque jour de la semaine sauf le dimanche et les jours fériés.

## Toponymie
Le nom de la localité est attesté sous les formes Wargnis (1132) ; Wareignies (1144) ; Waregnies (1144) ; Wagniacum (1144) ; Warennii (1150) ; Wargnies (1186) ; Warenni (1207) ; Warignies (1211) ; Waregnia (1244) ; Vargnies (1300) ; Wargni (1375) ; Waignies (1344) ; Wargnie (1546) ; Wargny (1547) ; Warnig (1657) ; Warnies (1764) ; Vargnie (17..) ; Vuargnies (1781).

## Histoire
Cette commune de moins de cent habitants a perdu deux de ses enfants au cours de la Première Guerre mondiale.

## Politique et administration
| Période                                  | Période                      | Identité                | Étiquette | Qualité                    |
| ---------------------------------------- | ---------------------------- | ----------------------- | --------- | -------------------------- |
| Les données manquantes sont à compléter. |                              |                         |           |                            |
| 1894                                     | 1939                         | Jean de Francqueville   |           | Peintre Décédé en fonction |
| 1973                                     | 1995                         | Claude de Francqueville |           |                            |
| mars 2001                                | 2014                         | Claude Mennessier       |           |                            |
| 2014                                     | 2020                         | Hubert Deturck          |           | Retraité                   |
| 2020                                     | En cours (au 8 octobre 2020) | M. Claude Dimoff        |           | Retraité                   |

## Démographie
L'évolution du nombre d'habitants est connue à travers les recensements de la population effectués dans la commune depuis 1793. Pour les communes de moins de 10 000 habitants, une enquête de recensement portant sur toute la population est réalisée tous les cinq ans, les populations de référence des années intermédiaires étant quant à elles estimées par interpolation ou extrapolation. Pour la commune, le premier recensement exhaustif entrant dans le cadre du nouveau dispositif a été réalisé en 2004.

En 2022, la commune comptait 78 habitants, en évolution de −14,29 % par rapport à 2016 (Somme : −1,26 %, France hors Mayotte : +2,11 %).
| 1793 | 1800 | 1806 | 1821 | 1831 | 1836 | 1841 | 1846 | 1851 |
| ---- | ---- | ---- | ---- | ---- | ---- | ---- | ---- | ---- |
| 159  | 178  | 199  | 192  | 209  | 209  | 219  | 219  | 204  |

| 1856 | 1861 | 1866 | 1872 | 1876 | 1881 | 1886 | 1891 | 1896 |
| ---- | ---- | ---- | ---- | ---- | ---- | ---- | ---- | ---- |
| 213  | 206  | 211  | 188  | 165  | 137  | 128  | 115  | 115  |

| 1901 | 1906 | 1911 | 1921 | 1926 | 1931 | 1936 | 1946 | 1954 |
| ---- | ---- | ---- | ---- | ---- | ---- | ---- | ---- | ---- |
| 115  | 114  | 100  | 72   | 78   | 70   | 61   | 75   | 55   |

| 1962 | 1968 | 1975 | 1982 | 1990 | 1999 | 2004 | 2006 | 2009 |
| ---- | ---- | ---- | ---- | ---- | ---- | ---- | ---- | ---- |
| 58   | 56   | 61   | 73   | 84   | 88   | 84   | 85   | 92   |

| 2014 | 2019 | 2022 | - | - | - | - | - | - |
| ---- | ---- | ---- | - | - | - | - | - | - |
| 91   | 84   | 78   | - | - | - | - | - | - |

## Culture locale et patrimoine

### Lieux et monuments
- Église Saint-Éloi. Elle est bâtie en brique et pierre de craie.

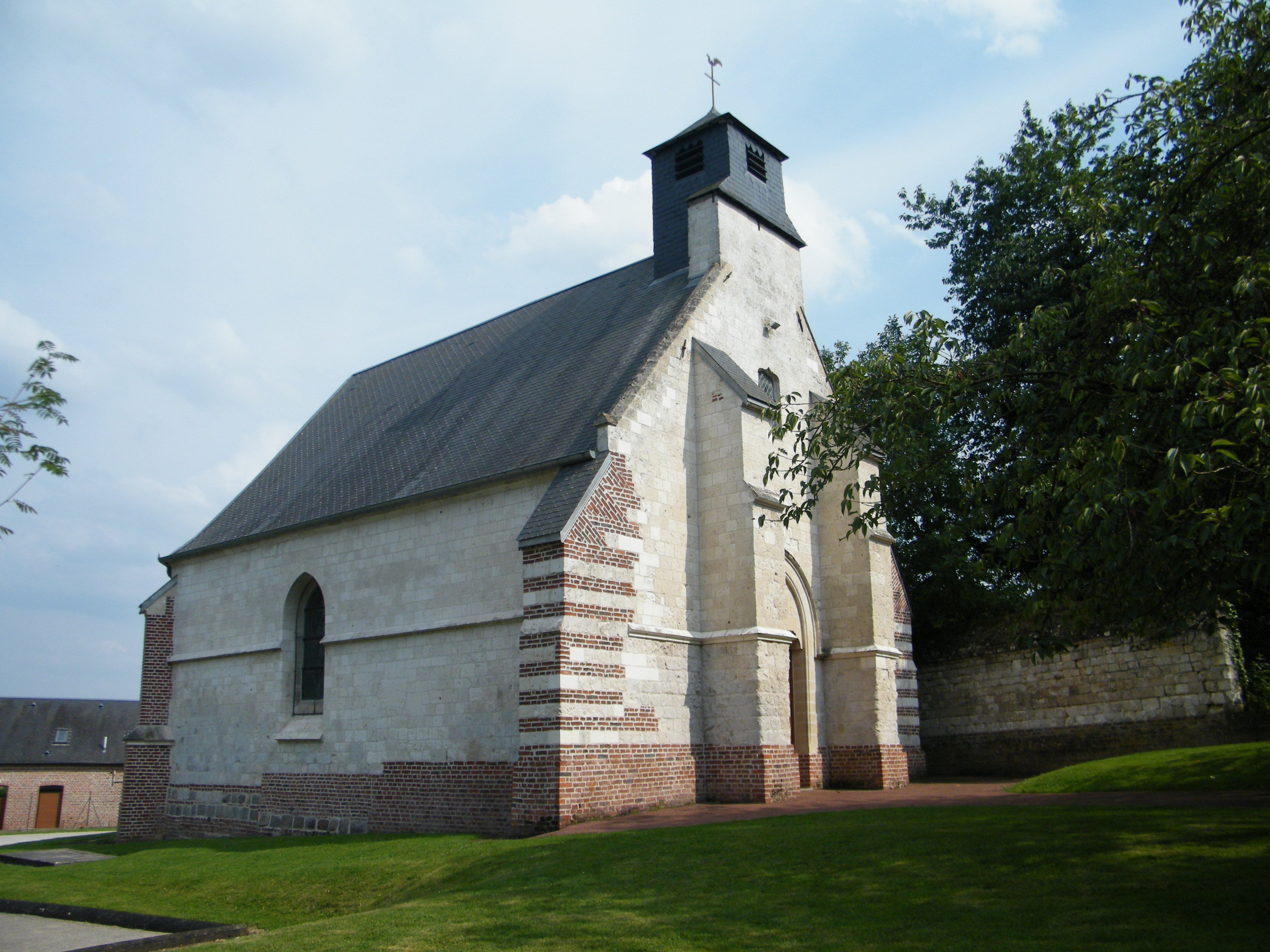
Saint-Éloi.
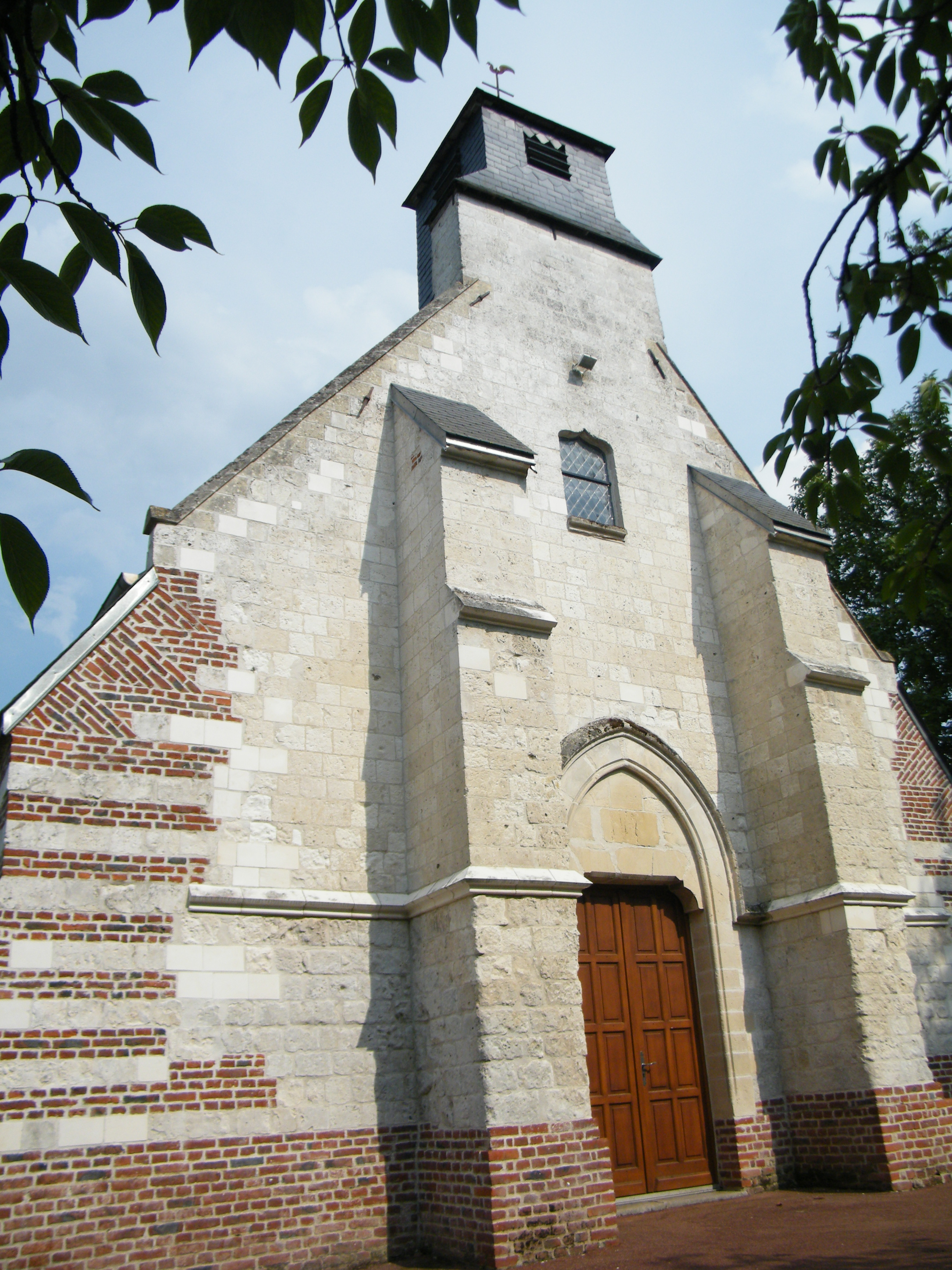
Vue du clocher.
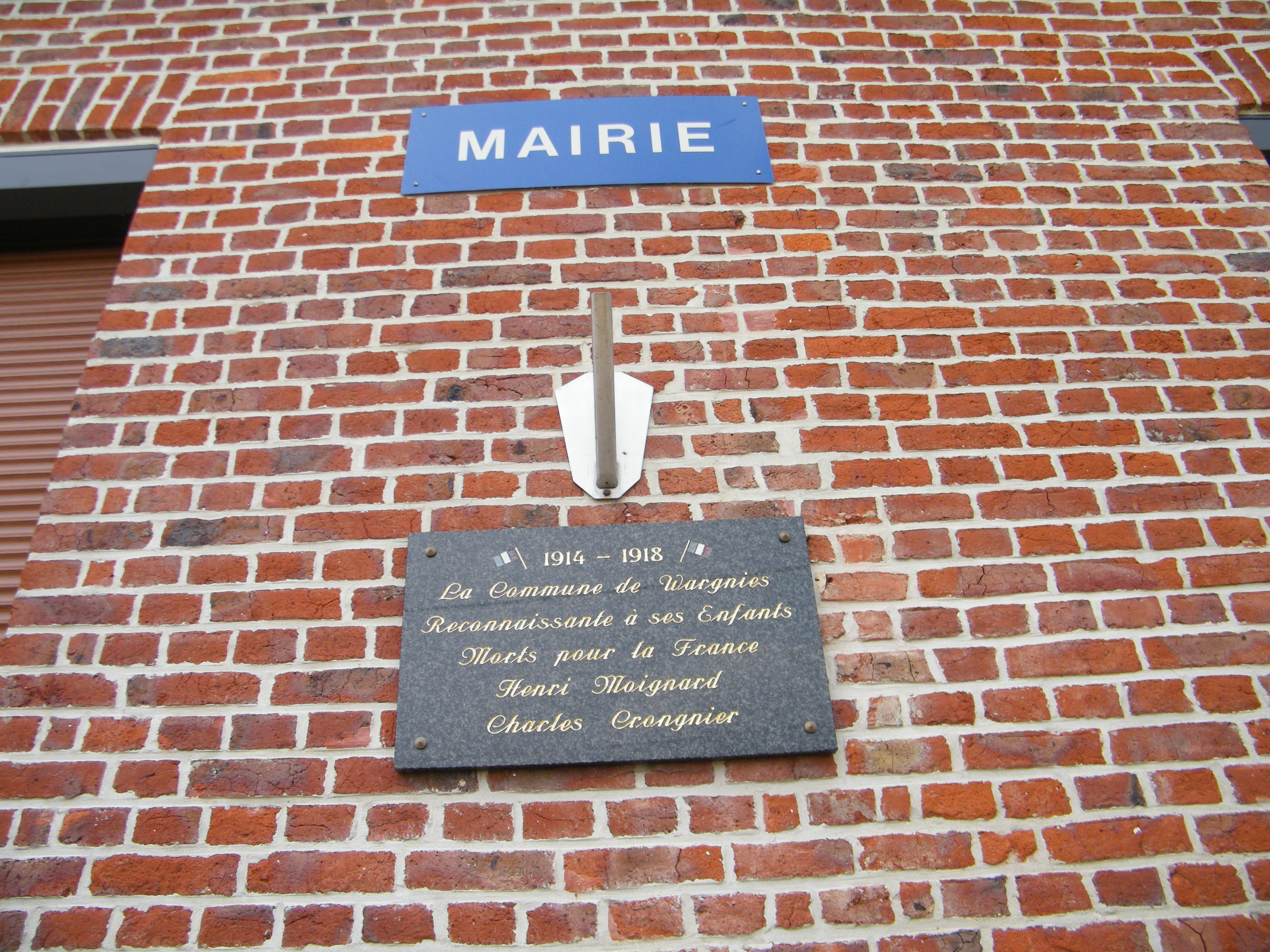
Hommage.
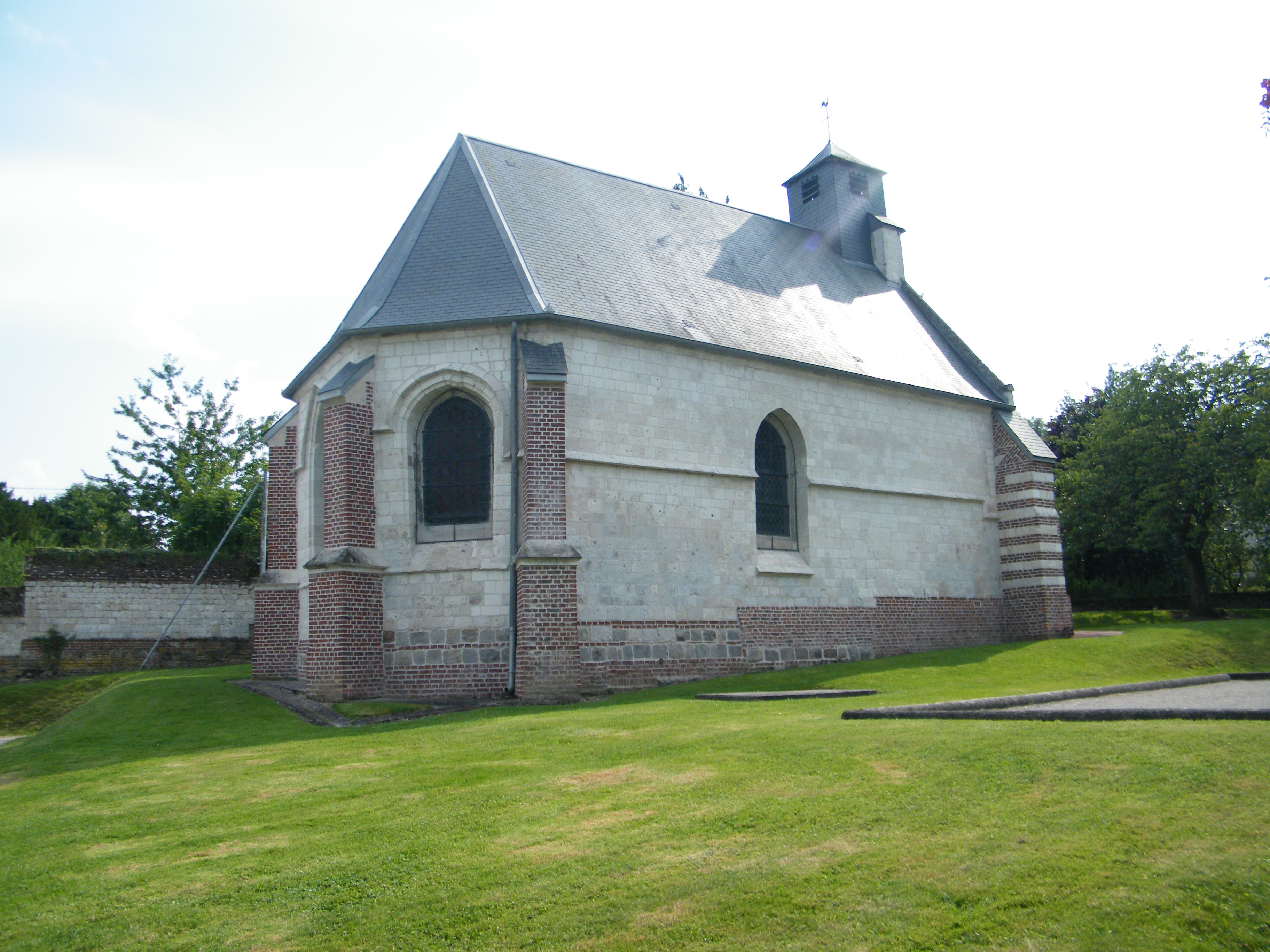
Chevet de Saint-Éloi.

### Personnalités liées à la commune
- Jean de Francqueville, peintre picard et maire de la commune de 1894 à 1939.

## Pour approfondir